# Satyrichthys
Satyrichthys és un gènere de peixos pertanyent a la família dels peristèdids.

## Taxonomia
- Satyrichthys adeni (Lloyd, 1907)[2][3]
- Satyrichthys amiscus (Jordan & Starks, 1904)
- Satyrichthys clavilapis (Fowler, 1938)[4][5]
- Satyrichthys engyceros (Günther, 1872)
- Satyrichthys hians (Gilbert & Cramer, 1897)
- Satyrichthys investigatoris (Alcock, 1898)
- Satyrichthys isokawae (Yatou & Okamura, 1985)[6]
- Satyrichthys laticephalus (Kamohara, 1952)
- Satyrichthys lingi (Whitley, 1933)[7]
- Satyrichthys longiceps (Fowler, 1943)[8]
- Satyrichthys magnus (Yatou, 1985)[6]
- Satyrichthys orientale (Fowler, 1938)
- Satyrichthys piercei (Fowler, 1938)[4]
- Satyrichthys quadratorostratus (Fourmanoir & Rivaton, 1979)
- Satyrichthys rieffeli (Kaup, 1859)[9]
- Satyrichthys serrulatus (Alcock, 1898)
- Satyrichthys welchi (Herre, 1925)[10][11][12][13][14][15]